# На гребені хвилі (фільм, 1991)
На гребені хвилі (англ. Point Break) — американський бойовик 1991 року режисера Кетрін Бігелоу.

## Сюжет
В Лос-Анжелесі діє група злочинців, що грабують банки. Вони діють швидко, професійно і ніколи не грабують сейфи, тільки каси. Тож спіймати їх, чи бодай знайти зачіпки, за три роки пограбувань так нікому і не вдалося. При пограбуваннях злочинці використовують маски колишніх президентів США, за що отримали прізвисько «експрезиденти».
В відділ ФБР, що займається розслідуванням цих пограбувань, отримує призначення молодий і амбітний агент, відмінник академії, Джоні Юта. В напарники йому призначається набагато досвідченіший агент, Анджело Папас, що має певну теорію щодо грабіжників. Він має підозри, що грабіжники є серферами, тож Джоні аби перевірити цю версію доводиться вчитися кататися на дошці для серфингу.
Під час цих занять він виходить на одного з найкращих і найскаженіших серферів — Боуді. У них налагоджуються товариські взаємини. Досить скоро стає зрозумілим, що Боуді і є ватажком «експрезидентів». Що переважить дружба чи обов'язок?

## Акторський склад
- Кіану Рівз — Спеціальний агент ФБР Джоні Юта
- Патрік Свейзі — Боуді
- Гері Б'юзі — агент ФБР Енджело Папас
- Лорі Петті — Тайлер Енн Ендікот
- Джон Макгінлі — агент ФБР Бен Гарп
- Джеймс ЛеГро — Роач
- Кріс Підерсен — Банкер
- Ентоні Кідіс — Тон
- Галін Горг — Маргарита
- Том Сайзмор — агент УБН Дітс

## Цікаві факти
- Спеціально для фільму Кіану Рівз вивчав роботу агентів ФБР в Лос-Анджелесі, займався з професійним тренером з американського футболу, а також навчився кататися на дошці для серфінгу.
- Маски, що використовують грабіжники під час пограбувань банків — це карикатури на колишніх президентів США: Джиммі Картера, Річарда Ніксона та Ліндона Джонсона.
- Слово «fuck» лунає під час фільму 105 разів.
- Метью Бродерік міг зіграти роль Джоні Юти.
- Елізабет Берклі зіграла невеличку роль в фільмі, але сцена за її участі булі вирізана.
- Під час захоплення наркоторговців на одній зі стін можна побачити постер сингла групи «Metallica» — «One».
- В кінострічці герой Патріка Свейзі має ім'я Бодхі, що є скороченням від імені Бодхісаттва. Згідно з буддійською міфологією Бодхісаттвою зветься той, хто прагне духовного просвітлення.

## Нагороди та номінації
- Премія канал MTV 1992 року в категорії «Найбажаніший чоловік» (Кіану Рівз).
- Номінація на премію каналу MTV 1992 року в категорії «Найбажаніший чоловік» (Патрік Свейзі).
- Номінація на премію каналу MTV 1992 року в категорії «Найкраща екшн-сцена».